# 183村秘境旅〜こんな田舎がアルか否か!?〜
『183村秘境旅〜こんな田舎がアルか否か!?〜』（ひゃくはちじゅうさんむらひきょうたび こんないなかがアルかいなか）は、2018年4月15日から9月16日までテレビ朝日系列『旅サンデー』で月1回放送されていたレギュラー企画。2019年2月17日よりタイトルを「ニッポン秘境旅 こんな田舎がアルか否か!?」とし、特番として放送を開始。
レギュラー放送開始前の2018年1月1日の23:25 - 翌0:25に『こんな田舎がアルか否か!?全国183村ガチアンケート!聞いて行って驚いた』として放送された。
日本各地の183の村にてアンケートを実施した上で、その中より興味深い回答があった村を徹底的に調査していく企画。

## 放送リスト
| 回 | 放送日         | 出演者             | 旅先                                                   |
| -- | -------------- | ------------------ | ------------------------------------------------------ |
| 1  | 2018年 4月15日 | 篠山輝信           | 長野県天龍村                                           |
| 1  | 2018年 4月15日 | 山崎樹範           | 東京都檜原村                                           |
| 2  | 5月13日        | 篠山輝信           | 熊本県球磨村                                           |
| 3  | 6月10日        | 平野ノラ           | 宮崎県東臼杵郡椎葉村                                   |
| 3  | 6月10日        | 篠山輝信           | 北海道中川郡音威子府村                                 |
| 4  | 7月15日        | 篠山輝信           | 山形県戸沢村                                           |
| 4  | 7月15日        | 金子貴俊           | 長野県大鹿村                                           |
| 5  | 8月26日        | 木本武宏（TKO）    | 群馬県高山村                                           |
| 5  | 8月26日        | ユージ             | 大分県宇佐市                                           |
| 5  | 8月26日        | 篠山輝信           | 長野県中川村                                           |
| 6  | 9月16日        | 野々村真           | 栃木県矢板市                                           |
| 6  | 9月16日        | ヒデ（ペナルティ） | 千葉県鴨川市小湊                                       |
| 6  | 9月16日        | 篠山輝信           | 静岡県榛原郡川根本町                                   |
| 7  | 2019年 2月17日 | 篠山輝信           | 長野県・JR飯田線 金野駅・千代駅                        |
| 8  | 3月24日        | 篠山輝信           | 静岡県・大井川鐵道・井川線                             |
| 9  | 4月28日        | 篠山輝信           | 徳島県・三好市：坪尻駅（JR土讃線）・漆川線（四国交通） |
| 10 | 6月2日         | 篠山輝信           | 岐阜県・長良川鉄道：母野駅・北濃駅                     |

ここでの回数表示は『旅サンデー』としての通算回数表示ではなく、本企画のみの回数表示。

## スタッフ
- ナレーター：奥田民義、島本真衣（テレビ朝日アナウンサー）
- 構成：今村クニト
- 音効：矢部公英
- 編集・CG：上本学
- 編集：麻布プラザ、エムジェイ
- MA：樽川由香里、岡崎穣
- タイトル：中原勇
- 編成：田中真由子
- デスク：原利加子
- 協力：スカイジョブ合同会社（ドローン撮影）
- リサーチ：プラトン企画
- 制作協力：エスピーボーン
- AD：近藤真帆、坂下貴紀
- AP：馬場哉、渡辺麻未、寺山かおる
- ディレクター：若菜久利、長谷川嘉紀、久佐賀浩之、尾藤光、江藤博文、齋藤彰、青山敏雄、吉江智宏
- 演出：田中匡史
- プロデューサー：新田良太、和久津一成（ダブルアップ）、四戸美穂
- ゼネラルプロデューサー：寺田伸也
- 制作著作：テレビ朝日、ダブルアップ

### 過去のスタッフ
- 構成：安田聡太、山口広太、徳野有美
- 技術：東京サウンドプロダクション
- MA：嶋脇悠、浜元瑞樹
- CG：ドラゴンプーピクチャーズ
- 宣伝：池田佐和子
- 協力：アールビット空撮
- 制作協力：ホールマン
- リサーチ：フォーミュレーション
- AD：渡邉巽、鳴海貴彰、佐藤雄斗、関愛弓、八塚大志、濱田実花、関川愛
- ディレクター：山崎徹、片岡伸幸、深代琢也
- AP：織田智、大田翔子
- 演出：小林賢一
- プロデューサー：富田晶子（ホールマン）、平出さとし

## 備考
第2回（『旅サンデー』としては第6回）で放送予定だった宮崎県内のロケ中にタレントの平野ノラが滑り台から着地した際に尾てい骨を骨折し、全治1か月の診断を受けていたことを公表している。なお、当日放送分に平野は出演しなかった。